# 전라남도구례교육지원청
전라남도구례교육지원청(全羅南道求禮敎育支援廳, Gurye Office of Education)은 전라남도 구례군을 관할하는 전라남도교육청 산하의 교육지원청이다.
교육장은 장학관으로 보한다.

## 산하 기관

### 유치원
| - 청운유치원 |

### 초등학교 (병설유치원과 같음)
| - 간문초등학교 - 광의초등학교 - 구례북초등학교 | - 구례중앙초등학교 - 문척초등학교 - 용방초등학교 | - 원촌초등학교 - 중동초등학교 - 청천초등학교 | - 토지초등학교 - 토지초등학교 연곡분교 |

### 중학교
| - 구례동중학교 - 구례북중학교 - 구례산동중학교 | - 구례여자중학교(공립 여학교) - 구례중학교(공립 남학교) |

### 고등학교 (남녀공학 전환)
| - 구례고등학교 - 전남자연과학고등학교 |